# バヤール

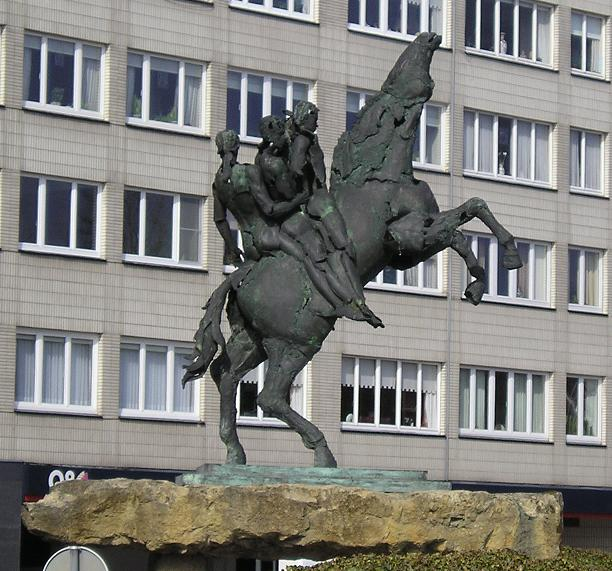
ベルギー、デンデルモンデのバヤールの彫刻。

バヤール（仏: Bayard; 伊: Baiardo; 蘭: (Ros) Beiaard）は「フランスの話材」を扱った武勲詩、叙事詩などに登場する魔法の馬。その不思議な力として有名なものに乗り手の数によって体の大きさを変えるという能力があるとされる。
バヤールは、赤毛に黄金の心臓、キツネの知恵を持つとされている。

## フランスの武勲詩
12世紀の古フランス語の武勲詩、『エイモン公の4人の子ら』において、バヤールはルノー・ド・モントーバン（リナルド）の愛馬として登場する。作中では、バヤールはエイモン公の息子・ルノーを始め、ルノーの3人の兄弟達を同時に全員背に乗せ、かつ常軌を逸した速度で走ることができる。物語後半、ルノーはシャルルマーニュへの降伏条件としてバヤールを献上させられてしまう。そして、シャルルマーニュはバヤールの首に大きな石で重りを付けて川に沈め、殺そうとする。だが、バヤールは重りの石を蹄で破壊すると、森の中へと逃げて行くのだった。
その後の武勲詩では、バヤールは始め、ルノーの愛馬となる前にルノーの従兄弟であるモージ（マラジジ）によって捕獲されたという設定が付けられていたりもする。
また、トマス・ブルフィンチの作品によれば、バヤールの入手方法はまた違ったものとなっている。そこでは、先にバヤールを得ていたモージが変装し、ルノーに対し魔法の森にいる野生馬、バヤールはアマデス・ド・ゴーラの血筋の者だけが乗りこなせる馬であることを告げる。ルノーは何度か落馬するものの、最終的には魔法を打ち破り、バヤールを乗りこなすのである。
また、ブルフィンチ版ではシャルルマーニュにより川に沈められたバヤールは、何度か這い上がってくるものの、最終的には溺死してしまっている。ドイツの民衆本でもこの結末は同じで、バヤールは殺されてしまっている。

## イタリア叙事詩
『モルガンテ』、『狂えるオルランド』を始めとする、シャルルマーニュのパラディンを題材にした物語に登場する。
『狂えるオルランド』では、セリカン（絹の国、古代中国をモデルとした架空の国）の王、グラダッソがリナルド（ルノーのイタリア語読み）の持つバヤールとオルランドの持つ名剣ドゥリンダルデを求め、はるばる海を越えてやってきている。また、バヤールは世界最高の名馬として扱われており、その他の人物も一時的にではあるがバヤールを手に入れてはいるが、最終的にはリナルドのもとに戻った。
特に、バヤールとドゥリンダルデの双方、つまり世界最高の剣と馬を入手したグラダッソはかなりの強敵で、オルランドは馬の性能に圧倒され、落馬させられるという苦戦を強いられた。ただ、最終的には地力の差によりオルランドはグラダッソに勝利している。

## その他
ベルギーのディナンの街の外れには、「バヤール岩」なるものが存在する。この岩には大きな亀裂が入っており、これはバヤールのヒヅメで作られたのだという伝説が残されている。また、同じくベルギーのナミュールにはバヤールとエイモン公の4人兄弟の像が建てられている。このように、ワロン地域はバヤールやエイモン公の子たちの伝説と何かしらつながりが見て取れる。
13世紀までには、赤茶色の毛に黒いたてがみをもつ馬に「バヤール」と名づけるのが慣用となっていた。やがて、バヤールは「魔法の馬」という英雄的な色合いを失い、愚鈍で無骨な馬へと設定が変わって行く。ジェフリー・チョーサーは『トロイラスとクリセイデ』において、トロイラスの馬の名前に使っている。その他、カンタベリー物語に収録されている「親分の話」「僧の従者の話」などでもバヤールは登場するが、よい取り扱いはされていない。